# 이창하
이창하(李昌夏, 1956년 5월 29일 ~ )는 대한민국의 인테리어 디자이너이다. 본관은 우봉이다.

## 생애
2001년 3월에 ‘이창하 디자인 연구소’를 설립하고 이어 같은 해부터는 MBC 문화방송 TV 프로그램 《일요일 일요일 밤에》 가운데 〈신동엽의 러브하우스〉 코너에 출연하며 이름을 알렸다.
2001년에 이 프로그램을 통하여 3년간 알게 된 26세 연하 디자이너와 2004년 3번째 결혼을 하였는데 이것은 2007년에야 뒤늦게 알려졌다.

## 학력
- 서울 인창고등학교 졸업

### 비학위 수료
- 수원대학교 경영대학원 최고경영자과정 수료

## 광고
- 2002년 롯데제과 위즐 (김원철과 함께 출연)

## 사건과 논란

### 논란 의혹 관련 전격 시인
2007년 8월 4일 SBS TV 프로그램 《그것이 알고싶다》에 방송한 ‘황금날개를 달고 싶은 욕망 - 학위 위조 편’에서 이창하의 학력에 대해 의문을 제기했다. 그 당시 김천대학교 교수로 재직 중이었던 이창하는 그동안 자신의 저서와 인터뷰 등을 통해 "수원대 경영대학에 입학해 연구과정을 수료"했고, "76년 서울대 미대에 합격해 등록했으나 가정 형편이 어려워 한 학기만 다니고 학업을 포기했다"고 밝혔다. 또한 "미국 LA 뉴브리지대 순수미술학과에 입학해 96년에 졸업했다"고 말해왔다. 그러나 취재진 확인 결과, 수원대학교에는 경영대학은 없고 경상대학이 존재하며 이창하는 비정규 과정인 최고경영자과정 1년을 이수한 것으로 확인됐다. 또한 SBS 제작진은 "서울대 미대 입학 자료를 확인하는 과정에서도 이씨의 입학 사실을 확인할 수 있는 근거를 발견하지 못했다"고 밝혔다. 이와 함께 이창하가 김천대 임용 당시 학교 측에 제출한 자료에 따르면 이창하는 미국 뉴브리지대를 92년도에 입학해 96년에 졸업한 것으로 돼 있으나, 제작진이 확인한 결과 뉴브리지대는 95년에 설립된 학교이며 순수미술 과정도 없는 것으로 나타났다. 그 후, 이창하는 학력위조에 대해 시인하였다.

### 비리 혐의
2009년 7월 8일, 대우조선해양건설 전무이사 직위 시절이던 2006년에 수억 원의 뇌물을 받은 혐의로 체포됐다.
2017년 7월 8일, 서울중앙지법 형사합의30부(재판관 황병헌)는 176억원대의 횡령·배임 등의 혐의(특정경제범죄가중처벌법상 배임 등)로 징역 5년을 선고했다.
2018년 1월 24일 2심에서 징역 3년을 감형받았다.